# James Wood (politiker)
James Wood, född 28 januari 1741 i Frederick Town (nuvarande Winchester), Virginia, död 16 juni 1813, var en amerikansk politiker (demokrat-republikan). Han var Virginias guvernör 1796–1799.
Wood arbetade som lantmätare och gifte sig år 1775 med Jean Moncure. Han deltog i Lord Dunmores krig som kapten och fortsatte sedan sin militära karriär i amerikanska revolutionskriget som överste. Han var ledamot av Virginias delegathus 1776 och 1784–1785.
Wood efterträdde 1796 Robert Brooke som guvernör och efterträddes 1799 av James Monroe. Wood avled 1813 och gravsattes på St. John's Churchyard i Richmond.